# Определение пола при рождении
Определение пола у человека (sex assignment, также называют gender assignment) — распознавание пола при рождении ребёнка. Как правило, при рождении ребёнка родственник, акушер или врач осматривает гениталии ребёнка и приписывает ему мужской или женский пол. Определение пола также может проводиться до рождения при помощи ультразвуковой диагностики.
Пол, определённый при рождении, обычно соответствует анатомическому и биологическому полу ребёнка. В некоторых случаях ребёнка сложно отнести к женскому или мужскому полу. Число таких случаев может достигать 1,7 %, из которых 0,05 % характеризуются неопределённой формой гениталий. Причинами этого являются аномалии, связанные с хромосомами, половыми железами или гормонами. Эти случаи объединены под названием интерсекс.
Также известны случаи, когда ребёнка с известным биологическим полом взрослые воспитывают как принадлежащего к другому полу. В этом случае они назначают ему определённый пол, но уже не при рождении, а при воспитании. Такое переопределение противоречит принципам прав человека, поскольку речь идёт о произвольных действиях взрослых над ребёнком.
Иногда путают интерсексуальность с транссексуальностью и трансгендерностью: в первом случае речь идёт о физических половых признаках, а во втором — о несоответствии физических половых признаков и внутреннего самоощущения человека.
Известны случаи, когда назначенный пол противоречит как биологическому полу, так и гендерной идентичности человека.

## Терминология
Биологический пол — совокупность генетически и гормонально детерминированных гонадно-гистологической, анатомической и морфофункциональной характеристик организма, обобщающая все его разнообразные специфически репродуктивные (половые) особенности, отличающие его от представителей другого биологического пола данного вида организмов и определяющие его роль в процессе оплодотворения при половом размножении. Биологический пол человека состоит из нескольких компонентов, таких как: генетический пол, гормональный, гонадный, внутренний и наружный генитальные, cубсидальный, cенсуальный пол.
Пол, определённый при рождении (sex assignment at birth) — это понятие относится к определению пола новорождённого. Обычно пол новорождённого ребёнка определяется на основе генитальной анатомии. В медицинской и социологической литературе пол, определённый при рождении, часто упоминается как пол рождения (natal sex) и биологический пол (biological sex).   
Биологический пол человека определяется генетически, но в процессе развития организма могут происходить нарушения. Бывают случаи, когда гениталии человека не соответствуют его генетическому полу (например, у человека с XY-хромосомами могут быть женские гениталии). Некоторые научные источники в этой связи рекомендуют избегать таких терминов как «биологический пол», «биологический мужчина» и «биологическая женщина», подразумевающих физические аспекты мужественности и женственности, как неточных. При нормальном внутриутробном развитии внешние половые признаки однозначно соответствуют биологическому полу[уточнить].  
Редкая группа с состояниями, включающими  аномалии половых хромосом, половых желез, половых путей и/или гениталий (например, рожденные с мужскими и женскими гениталиями или имеющие неопределенные гениталии) называется интерсекс. Термин «гермафродит» считается имеющим негативные коннотации и в настоящее время к этой группе людей не используется. Интерсекс выделяется как отдельная категория, помимо мужского и женского пола, при перечислении вариантов пола, определённого при рождении. Существует большое число споров о поле воспитания этих людей. Cмешанное проявление мужских и женских половых признаков у особeй раздельнополых видов называют интерсексуальностью.     
Пол воспитания (sex of rearing) подразумевает культурные характеристики, приписанные индивиду. Как правило, ребёнка воспитывают в соответствии с полом, определённым при рождении. Но бывают случаи, когда ребёнка воспитывают как принадлежащего к другому полу, таким образом «назначая» ребёнку пол не по наблюдаемым признакам, а по каким-то своим желаниям.
Гендерная идентичность, или психологический пол, это то, как человек сам себя ощущает и определяет. Влияние воспитания и окружения человека на его гендерную идентичность — весьма спорный вопрос, требующий научного изучения.  У большинства людей гендерная идентичность согласуется с полом, определённым при рождении. У трансгендерных людей гендерная идентичность или выражение отличаются от пола, определённого при рождении. 

## Биологический аспект
При нормальном внутриутробном развитии внешние половые признаки соответствуют биологическому полу, который и определяется правильно.
В некоторых случаях ребёнок не вписывается в строгие определения мужского и женского пола, их число может достигать 1,7 %, из которых 0,5 % обусловлены неоднозначными на вид гениталиями. При этом ребёнок имеет вполне определённый хромосомный пол. Среди других причин — аномалии, связанные с хромосомами, половыми железами или гормонами. Эти случаи собраны под названием интерсекс.
Интерсекс-вариации не всегда означают хромосомный сбой. Неоднозначно выглядящие половые признаки могут иметь место и при XY и XX (мужском или женском) наборе хромосом. Такой ребёнок имеет все шансы вырасти здоровым взрослым человеком своего пола.
Согласно выводам учёных, ребёнка с XX и XY набором хромосом лучше воспитывать в соответствии с хромосомным полом.
В данный момент невозможно изменить хромосомный пол человека. Также невозможно придать человеку «новые» половые органы взамен удалённых.
Операции по «коррекции» пола интерсекс-людей часто имеют пожизненные крайне негативные последствия для здоровья: бесплодие, потеря чувствительности, потеря сексуальной функции, проблемы с мочеиспусканием, боль, шрамы, необходимость всю жизнь принимать заместительную гормональную терапию, психологические травмы и депрессия. Также в некоторых случаях для человека выбирают ошибочный пол.

## Этический аспект
Стандартной медицинской практикой в большинстве стран мира являются калечащие и необратимые «нормализующие» операции, которые часто проводят ещё в младенчестве, обычно называемые IGM — Intersex Genital Mutilation. Разумеется, ни о каком осознанном решении пациента здесь речи не идёт. Такие операции проводят лишь для того, чтобы придать ребёнку внешний вид (и поведение), соответствующие такому-то полу.

### Христиана Фёллинг
Так, жительница Германии Христиана Фёллинг родилась с женским набором хромосом, но с гормональным расстройством, что стало причиной неоднозначного вида гениталий, а в юности — и роста бороды.
При удалении аппендицита в её 14 лет врачи обнаружили у неё полный набор женских половых органов и никаких мужских, но сообщили ей, будто у неё «смесь мужских и женских органов». Ей провели тест ДНК, но результаты теста от неё также скрыли. В 1977 году ей удалили все половые органы, включая репродуктивные.
Через некоторое время Христиана захотела жить как женщина. В 2006 году она получила свои медицинские записи и узнала суть операции в 1977 году.
Христиана подала в суд и отсудила 100 000 евро, также она подала ходатайство в суд о смене своего юридического пола на женский.

### Дэвид Рэймер
Дэвид Рэймер был рождён мальчиком, но в 8 месяцев в связи с фимозом ему назначили обрезание. Операция прошла неудачно, пенис не подлежал восстановлению.
Посмотрев телепередачу про транссексуальность, родители Дэвида обратились к профессору Джону Мани, который им посоветовал растить ребёнка как девочку. Дэвиду удалили яички и остатки пениса и стали называть Брендой.
Однако сам Дэвид не считал себя девочкой, с восьми — девяти лет демонстрируя поведение, характерное для мальчиков. Из-за этого ребёнок подвергался насмешкам со стороны сверстников, отчего часто страдал депрессиями. Кроме того, внешность и фигура Дэвида-Бренды сохраняли мужеподобность.
В подростковом возрасте он должен был пройти последнюю операцию — по созданию искусственной вагины. Однако от операции он отказался. Тогда же отец Реймера открыл ему правду. Дэвид предпринял три неудачных попытки суицида, последняя из которых на некоторое время ввела его в кому. После этого Дэвид решил вести образ жизни, соответствующий его принадлежности к мужскому полу. Он снова прошёл через гормональную терапию и перенёс операцию по восстановлению первичных мужских половых признаков.
Реймер женился и усыновил троих детей.
Тем не менее, новый образ жизни не решил психологических проблем Дэвида. После смерти брата, вызванной передозировкой антидепрессантов, он впал в депрессию, потерял работу и расстался с женой. В возрасте 38 лет Дэвид Реймер покончил жизнь самоубийством.